# Alessandro Franchi

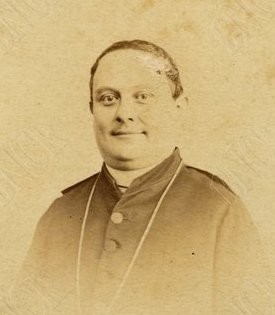
Erzbischof Alessandro Franchi (1865)

Alessandro Franchi (* 25. Juni 1819 in Rom, Kirchenstaat, heute Italien; † 31. Juli 1878 ebenda) war ein römisch-katholischer Erzbischof, Diplomat des Heiligen Stuhls und Kardinalstaatssekretär.

## Leben
Er wurde als Sohn des Notars Vincenzo Franchi geboren, studierte im römischen Seminar, wo er sich durch seine bedeutende Begabung und erfolgreichen Fleiß auszeichnete. Dadurch erlangte Franchi die Gunst des Kardinalstaatssekretärs Lambruschini, wurde von Pius IX. 1846 zum Monsignore erhoben und 1848 zu Kaiser Ferdinand von Österreich geschickt, um ihn zur freiwilligen Abtretung seiner italienischen Länder zu bewegen, was ihm aber nicht gelang.
1853 wurde er interimistischer Geschäftsträger in Madrid, 1856 folgte seine Ernennung zum Hausprälaten Seiner Heiligkeit und noch im gleichen Jahr am 19. Juni 1856 zum Titularerzbischof von Thessalonica und zum Nuntius in Florenz ernannt. Die Bischofsweihe erhielt Franci am 6. Juli 1856 durch Papst Pius IX. persönlich in der Cappella Paolina im Quirinalspalast.
Damals war Florenz die Hauptstadt des Großherzogtums Toskana. In Florenz hatte Franchi einen hervorragenden Anteil an der Bekämpfung der – die Einheit Italiens anstrebenden – Politik Cavours. Nach dem Ende des Großherzogtums 1859 kehrte Franchi nach Rom zurück und wurde Staatssekretär für die kirchlichen Angelegenheiten. 1868 ging er zum zweiten Mal nach Madrid, diesmal als Nuntius; nach Isabellas Vertreibung 1869 zurückberufen, beteiligte er sich an den Vorbereitungen für das Erste Vatikanische Konzil. Als 1871 das Schisma in der armenischen Kirche ausbrach und die Pforte die Anti-Infallibilisten begünstigte, wurde Franchi nach Istanbul gesandt, um den dortigen Sultan für den Vatikan zu gewinnen und dem infallibilistischen Patriarchen Hassun wieder zur allgemeinen Anerkennung zu verhelfen. Er erreichte auch durch Verhandlungen mit dem Großwesir Ali Pascha seinen Zweck, doch vereitelte der Tod des letzteren die Ausführung der verabredeten Maßregeln.

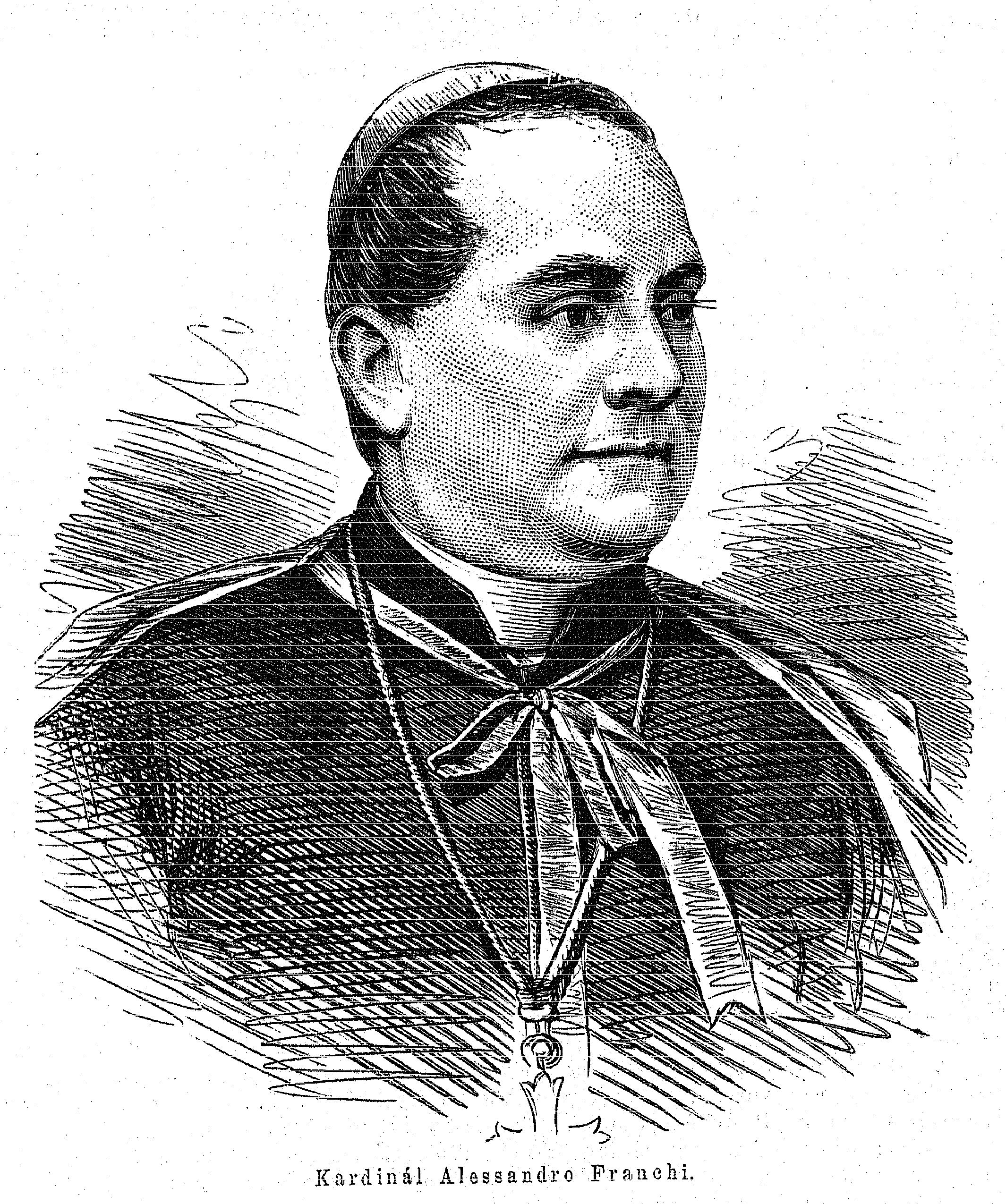
Kardinal Alessandro Franchi (1878)

Am 22. Dezember 1873 wurde Franchi als Kardinalpriester mit der Titelkirche Santa Maria in Trastevere in das Kardinalskollegium aufgenommen und 1874 zum Präfekten der Kongregation De Propaganda fide ernannt. Nach Pius’ IX. Tod nahm er am Konklave von 1878 teil, das Leo XIII. wählte. Dort galt er als Papabile, war jedoch schon im ersten Wahlgang dem späteren Papst unterlegen. Er wurde vom neuen Papst zum Kardinalstaatssekretär ernannt. Im Gegensatz zu dem eher schroffen Pius IX. schlug er mit Zustimmung des Papstes eine gemäßigte Politik gegenüber den europäischen Mächten ein und hatte in Bayern und Preußen dadurch schon nicht unbedeutende Erfolge erzielt, als er plötzlich am 30. Juli 1878 durch einen Anfall von Sumpffieber (nicht ohne Verdacht der Vergiftung) dahingerafft wurde.